# لغب أوشري
لغب أوشري أو حوا الغزال (الاسم العلمي: Iphiona aucheri)، نبات شجيري بري معمر من الفصيلة النجمية. في منطقة العين الإماراتية ينمو بجوار جبل حفيت كما أنه يوجد في منطقة حتا، ويوجد أيضًا في سلطنة عُمان وباكستان وإيران. جميع اجزاء هذا النبات سامة وخاصة الأوراق وهناك حالات مسجله لنفوق الجمال بسبب هذا النبات.
أعراض التسمم تشمل: فشل حاد في وظائف الكبد والكلى التي يمكن أن تؤدي إلى الوفاة.